# Harry Greenwood
Harry Greenwood är en australisk skådespelare.
Greenwood har bland annat medverkat i TV-serierna Bump från 2022, Class of '07 och The Clearing från 2023. Han har även medverkat i filmen Hacksaw Ridge från 2016.

## Filmografi (i urval)
- 2016: Hacksaw Ridge
- 2022: Bump
- 2022 – Carnifex
- 2023: Class of '07
- 2023: The Clearing
- 2024 – Sleeping Dogs